# Campeonato Brasileiro de Futebol Sub-20 de 2015
O Campeonato Brasileiro de Futebol Sub-20 de 2015 foi a 1ª edição desta competição sob organização da Confederação Brasileira de Futebol (CBF) e foi disputada entre 3 de junho e 2 de setembro.

## Formato e regulamento

### Formato da competição
O torneio foi disputado em duas fases: A primeira fase teve os 20 clubes divididos em 4 grupos com 5 times em cada grupo. Os dois melhores avançaram para a segunda fase, onde ocorreu a divisão em 2 grupos. Apenas o campeão de cada grupo avançou para a final do torneio, disputada em 2 jogos.

### Critérios de desempate
Em casos de empate de pontos entre dois clubes, os critérios de desempate foram aplicados na seguinte ordem:
1. Número de vitórias
2. Saldo de gols
3. Gols marcados
4. Confronto direto
5. Número de cartões vermelhos
6. Número de cartões amarelos
7. Sorteio

## Participantes

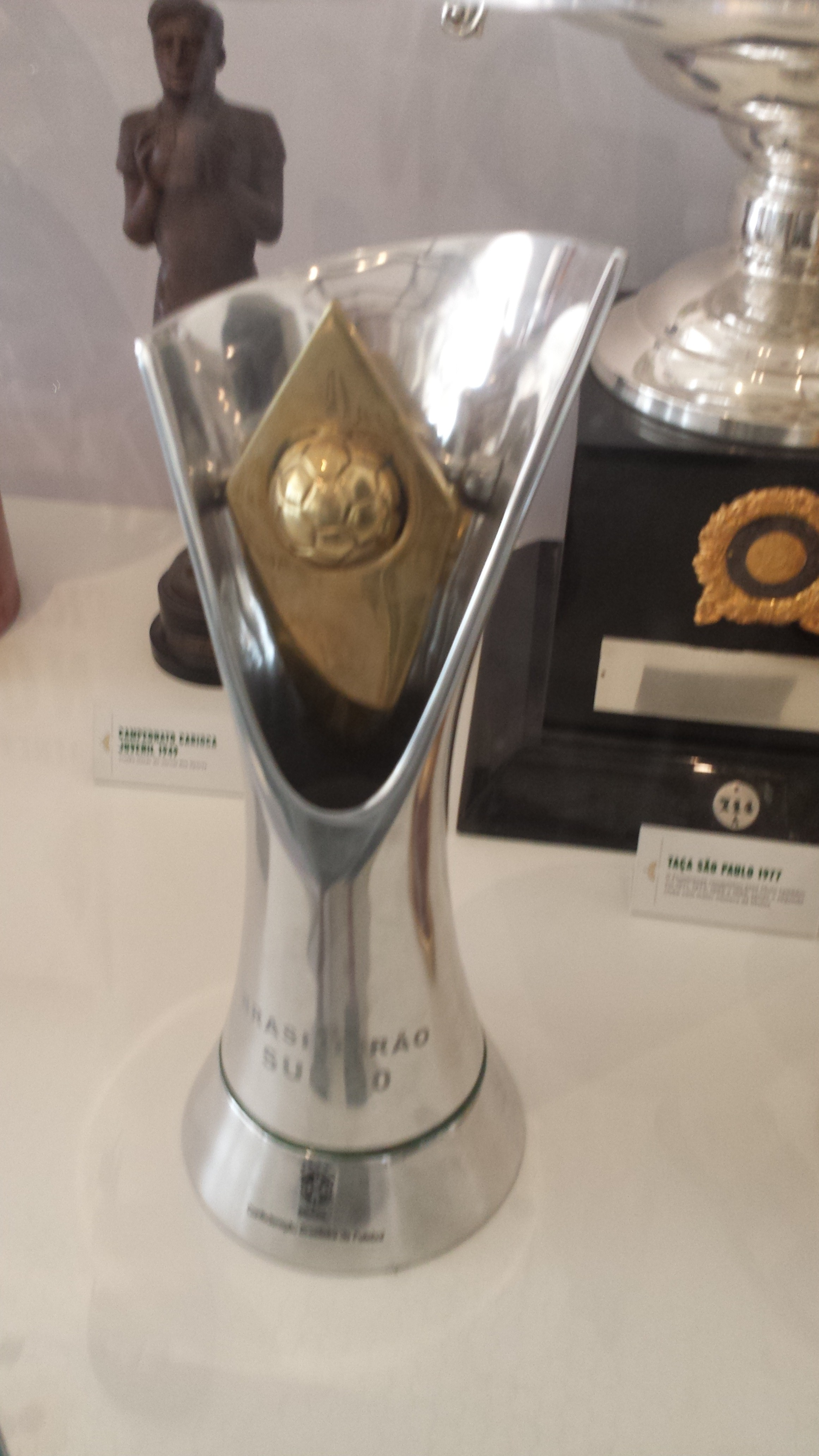
Taça do Campeonato Brasileiro de Futebol Sub-20 de 2015

| Equipe              | Cidade         | Estado | Estádio (mando)         | Capacidade | Títulos               |
| ------------------- | -------------- | ------ | ----------------------- | ---------- | --------------------- |
| Atlético Mineiro    | Belo Horizonte | MG     | Arena do Jacaré         | 18 870     | 0 (não possui)        |
| Atlético Paranaense | Curitiba       | PR     | Francisco Muraro        | 3 000      | 0 (não possui)        |
| Bahia               | Salvador       | BA     | Pituaçu                 | 32 157     | 0 (não possui)        |
| Botafogo            | Rio de Janeiro | RJ     | Nilton Santos[BOT]      | 25 000     | 0 (não possui)        |
| Ceará               | Fortaleza      | CE     | Carlos de Alencar Pinto | 3 000      | 0 (não possui)        |
| Corinthians         | São Paulo      | SP     | Pacaembu                | 38 199     | 1 (2014)              |
| Coritiba            | Curitiba       | PR     | Ecoestádio              | 4 200      | 0 (não possui)        |
| Cruzeiro            | Belo Horizonte | MG     | Arena do Jacaré         | 18 870     | 3 (2007, 2010 e 2012) |
| Flamengo            | Rio de Janeiro | RJ     | Gávea                   | 4 000      | 0 (não possui)        |
| Fluminense          | Rio de Janeiro | RJ     | Laranjeiras             | 8 000      | 0 (não possui)        |
| Goiás               | Goiânia        | GO     | Hailé Pinheiro          | 10 000     | 0 (não possui)        |
| Grêmio              | Porto Alegre   | RS     | Antônio Vieira Ramos    | 8 000      | 2 (2008 e 2009)       |
| Internacional       | Porto Alegre   | RS     | Morada dos Quero-Queros | 2 000      | 2 (2006 e 2013)       |
| Palmeiras           | São Paulo      | SP     | Rua Javari              | 5 000      | 0 (não possui)        |
| Ponte Preta         | Campinas       | SP     | Moisés Lucarelli        | 17 728     | 0 (não possui)        |
| Santos              | Santos         | SP     | Vila Belmiro            | 16 798     | 0 (não possui)        |
| São Paulo           | São Paulo      | SP     | Morumbi                 | 67 052     | 0 (não possui)        |
| Sport               | Recife         | PE     | Ilha do Retiro          | 32 983     | 0 (não possui)        |
| Vasco da Gama       | Rio de Janeiro | RJ     | São Januário            | 24 584     | 0 (não possui)        |
| Vitória             | Salvador       | BA     | Barradão                | 35 632     | 0 (não possui)        |

Notas
- BOT. ^  Por causa de obras de restruturação, o Estádio Nilton Santos teve sua capacidade reduzida temporariamente.[2]

## Primeira fase

### Grupo A
| Pos | Equipes             | Pts | J | V | E | D | GP | GC | SG |
| --- | ------------------- | --- | - | - | - | - | -- | -- | -- |
| 1   | Fluminense          | 12  | 4 | 4 | 0 | 0 | 9  | 5  | +4 |
| 2   | Ponte Preta         | 7   | 4 | 2 | 1 | 1 | 7  | 5  | +2 |
| 3   | Internacional       | 6   | 4 | 2 | 0 | 2 | 7  | 5  | +2 |
| 4   | São Paulo           | 2   | 4 | 0 | 2 | 2 | 3  | 7  | –4 |
| 5   | Atlético Paranaense | 1   | 4 | 0 | 1 | 3 | 3  | 7  | –4 |

|                     | CAP | FLU | INT | PON | SPA |
| ------------------- | --- | --- | --- | --- | --- |
| Atlético Paranaense | —   | 0–1 |     |     | 0–0 |
| Fluminense          |     | —   | 2–1 |     | 3–2 |
| Internacional       | 3–2 |     | —   | 0–1 |     |
| Ponte Preta         | 3–1 | 2–3 |     | —   |     |
| São Paulo           |     |     | 0–3 | 1–1 | —   |

|  |                                           |
|  | Zona de classificação para a próxima fase |

### Grupo B
| Pos | Equipes     | Pts | J | V | E | D | GP | GC | SG |
| --- | ----------- | --- | - | - | - | - | -- | -- | -- |
| 1   | Vitória     | 8   | 4 | 2 | 2 | 0 | 7  | 4  | +3 |
| 2   | Flamengo    | 6   | 4 | 1 | 3 | 0 | 7  | 6  | +1 |
| 3   | Grêmio      | 5   | 4 | 1 | 2 | 1 | 5  | 6  | –1 |
| 4   | Coritiba    | 4   | 4 | 1 | 1 | 2 | 5  | 5  | 0  |
| 5   | Corinthians | 2   | 4 | 0 | 2 | 2 | 7  | 10 | –3 |

|             | COR | CTB | FLA | GRE | VIT |
| ----------- | --- | --- | --- | --- | --- |
| Corinthians | —   | 2–2 |     | 1–2 |     |
| Coritiba    |     | —   | 1–2 | 2–0 |     |
| Flamengo    | 2–2 |     | —   |     | 1–1 |
| Grêmio      |     |     | 2–2 | —   | 1–1 |
| Vitória     | 4–2 | 1–0 |     |     | —   |

|  |                                           |
|  | Zona de classificação para a próxima fase |

### Grupo C
| Pos | Equipes   | Pts | J | V | E | D | GP | GC | SG |
| --- | --------- | --- | - | - | - | - | -- | -- | -- |
| 1   | Palmeiras | 10  | 4 | 3 | 1 | 0 | 7  | 3  | +4 |
| 2   | Cruzeiro  | 7   | 4 | 2 | 1 | 1 | 3  | 1  | +2 |
| 3   | Goiás     | 4   | 4 | 1 | 1 | 2 | 6  | 7  | -1 |
| 4   | Botafogo  | 4   | 4 | 1 | 1 | 2 | 4  | 6  | –2 |
| 5   | Ceará     | 3   | 4 | 1 | 0 | 3 | 4  | 7  | –3 |

|           | BOT | CEA | CRU | GOI | PAL |
| --------- | --- | --- | --- | --- | --- |
| Botafogo  | —   | 2–1 |     |     | 1–1 |
| Ceará     |     | —   | 0–1 |     | 0–2 |
| Cruzeiro  | 2–0 |     | —   | 0–0 |     |
| Goiás     | 2–1 | 2–3 |     | —   |     |
| Palmeiras |     |     | 1–0 | 3–2 | —   |

|  |                                           |
|  | Zona de classificação para a próxima fase |

### Grupo D
| Pos | Equipes          | Pts | J | V | E | D | GP | GC | SG |
| --- | ---------------- | --- | - | - | - | - | -- | -- | -- |
| 1   | Bahia            | 12  | 4 | 4 | 0 | 0 | 9  | 3  | +6 |
| 2   | Vasco da Gama    | 9   | 4 | 3 | 0 | 1 | 6  | 3  | +3 |
| 3   | Atlético Mineiro | 6   | 4 | 2 | 0 | 2 | 8  | 9  | –1 |
| 4   | Santos           | 3   | 4 | 1 | 0 | 3 | 2  | 5  | –3 |
| 5   | Sport            | 0   | 4 | 0 | 0 | 4 | 5  | 10 | –5 |

|                  | CAM | BAH | SAN | SPO | VAS |
| ---------------- | --- | --- | --- | --- | --- |
| Atlético Mineiro | —   | 2–5 |     |     | 1–2 |
| Bahia            |     | —   | 1–0 |     | 1–0 |
| Santos           | 0–2 |     | —   | 2–1 |     |
| Sport            | 2–3 | 1–2 |     | —   |     |
| Vasco da Gama    |     |     | 1–0 | 3–1 | —   |

|  |                                           |
|  | Zona de classificação para a próxima fase |

## Segunda fase

### Grupo E
| Pos | Equipes       | Pts | J | V | E | D | GP | GC | SG  |
| --- | ------------- | --- | - | - | - | - | -- | -- | --- |
| 1   | Fluminense    | 16  | 6 | 5 | 1 | 0 | 11 | 2  | +9  |
| 2   | Flamengo      | 12  | 6 | 4 | 0 | 2 | 7  | 4  | +3  |
| 3   | Palmeiras     | 5   | 6 | 1 | 2 | 3 | 4  | 6  | -2  |
| 4   | Vasco da Gama | 1   | 6 | 0 | 1 | 5 | 2  | 12 | –10 |

|               | FLA | FLU | PAL | VAS |
| ------------- | --- | --- | --- | --- |
| Flamengo      | —   | 0–2 | 3–1 | 1–0 |
| Fluminense    | 1–0 | —   | 1–0 | 5–1 |
| Palmeiras     | 0–2 | 0–0 | —   | 3–0 |
| Vasco da Gama | 0–1 | 1–2 | 0–0 | —   |

|  |                                           |
|  | Zona de classificação para a próxima fase |

### Grupo F
| Pos | Equipes     | Pts | J | V | E | D | GP | GC | SG |
| --- | ----------- | --- | - | - | - | - | -- | -- | -- |
| 1   | Vitória     | 10  | 6 | 3 | 1 | 2 | 9  | 6  | +3 |
| 2   | Cruzeiro    | 10  | 6 | 3 | 1 | 2 | 8  | 5  | +3 |
| 3   | Bahia       | 9   | 6 | 3 | 0 | 3 | 8  | 9  | –1 |
| 4   | Ponte Preta | 6   | 6 | 2 | 0 | 4 | 6  | 11 | –5 |

|             | BAH | CRU | PON | VIT |
| ----------- | --- | --- | --- | --- |
| Bahia       | —   | 3–2 | 1–0 | 2–1 |
| Cruzeiro    | 2–0 | —   | 1–2 | 0–0 |
| Ponte Preta | 2–1 | 0–2 | —   | 2–3 |
| Vitória     | 2–1 | 0–1 | 3–0 | —   |

|  |                                           |
|  | Zona de classificação para a próxima fase |

## Final
Primeiro jogo
| 27 de agosto | Fluminense  | 1 – 1 | Vitória     | Maracanã, Rio de Janeiro |
| 16:30        | Patrick 80' |       | 23' Gabriel | Público: 8 245           |

Segundo jogo
| 2 de setembro | Vitória | 0 – 3 | Fluminense                            | Barradão, Salvador          |
| 16h30         |         |       | 52' Daniel · 60' Pedro · 90+2' Patric | Público: 4 797 (4 434 pags) |

## Premiação
| Campeonato Brasileiro Sub-20 de 2015    |
| Rio de Janeiro                          |
| --------------------------------------- |
| Fluminense (1º título) Campeão invicto. |

## Artilharia
Atualizado em 28 de agosto de 2015.
| Gols | Jogador        | Time         |
| ---- | -------------- | ------------ |
| 6    | Matheus Pato   | Fluminense   |
| 5    | Douglas        | Fluminense   |
| 5    | Nickson        | Vitória      |
| 4    | Douglas Baggio | Flamengo     |
| 4    | Felipe         | Flamengo     |
| 4    | Fael           | Vitória      |
| 4    | Leandro        | Ponte Preta  |
| 3    | 7 jogadores    | 7 jogadores  |
| 2    | 22 jogadores   | 22 jogadores |

## Classificação geral
| Pos | Times               | Pts | J  | V  | E | D | GP | GC | SG  | Classificação               |
| --- | ------------------- | --- | -- | -- | - | - | -- | -- | --- | --------------------------- |
| 1   | Fluminense          | 32  | 12 | 10 | 2 | 0 | 24 | 8  | +16 | Finalistas                  |
| 2   | Vitória             | 19  | 12 | 5  | 4 | 3 | 17 | 14 | +3  | Finalistas                  |
| 3   | Bahia               | 21  | 10 | 7  | 0 | 3 | 17 | 12 | +5  | Eliminados na segunda fase  |
| 4   | Flamengo            | 18  | 10 | 5  | 3 | 2 | 14 | 10 | +4  | Eliminados na segunda fase  |
| 5   | Cruzeiro            | 17  | 10 | 5  | 2 | 3 | 11 | 6  | +5  | Eliminados na segunda fase  |
| 6   | Palmeiras           | 15  | 10 | 4  | 3 | 3 | 11 | 9  | +2  | Eliminados na segunda fase  |
| 7   | Ponte Preta         | 13  | 10 | 4  | 1 | 5 | 13 | 16 | –3  | Eliminados na segunda fase  |
| 8   | Vasco da Gama       | 10  | 10 | 3  | 1 | 6 | 8  | 15 | –7  | Eliminados na segunda fase  |
| 9   | Internacional       | 6   | 4  | 2  | 0 | 2 | 7  | 5  | +2  | Eliminados na primeira fase |
| 10  | Atlético Mineiro    | 6   | 4  | 2  | 0 | 2 | 8  | 9  | –1  | Eliminados na primeira fase |
| 11  | Grêmio              | 5   | 4  | 1  | 2 | 1 | 5  | 6  | –1  | Eliminados na primeira fase |
| 12  | Coritiba            | 4   | 4  | 1  | 1 | 2 | 5  | 5  | 0   | Eliminados na primeira fase |
| 13  | Goiás               | 4   | 4  | 1  | 1 | 2 | 6  | 7  | –1  | Eliminados na primeira fase |
| 14  | Botafogo            | 4   | 4  | 1  | 1 | 2 | 4  | 6  | –2  | Eliminados na primeira fase |
| 15  | Ceará               | 3   | 4  | 1  | 0 | 3 | 4  | 7  | –3  | Eliminados na primeira fase |
| 16  | Santos              | 3   | 4  | 1  | 0 | 3 | 2  | 5  | –3  | Eliminados na primeira fase |
| 17  | Corinthians         | 2   | 4  | 0  | 2 | 2 | 7  | 10 | –3  | Eliminados na primeira fase |
| 18  | São Paulo           | 2   | 4  | 0  | 2 | 2 | 3  | 7  | –4  | Eliminados na primeira fase |
| 19  | Atlético Paranaense | 1   | 4  | 0  | 1 | 3 | 3  | 7  | –4  | Eliminados na primeira fase |
| 20  | Sport               | 0   | 4  | 0  | 0 | 4 | 5  | 10 | –5  | Eliminados na primeira fase |